# Die Streuner
Die Streuner (De zwervers) is een Duits muziekensemble dat gespecialiseerd is in middeleeuwse muziek. De groep werd opgericht in 1994. Ze is vooral geïnteresseerd in de muziek van de middeleeuwse taveerne. Het repertoire omvat drinkliederen, oude volksliedjes en liederen van componisten uit de middeleeuwen en de renaissance, maar ook van moderne componisten die in die stijl schrijven. De groep maakt ook zelf arrangementen en zingt teksten van onder andere Friedrich von Schiller, François Villon, Erich Kästner, Heinrich Heine, Clemens Brentano en Wilhelm Busch.
De groep treedt geregeld op markten en festivals op. Het merendeel van het repertoire is in het Duits, maar ze voert ook wel Franse en Engelse liedjes uit.
In 2002 was de groep te gast bij Margaritas ante porcos, een album van de band Duivelspack.
De groep treedt ook regelmatig op samen met collega-groep A La Via. Samen noemen ze zich Malleus. Deze twaalf leden tellende groep combineert oude instrumenten met moderne.

## Samenstelling
- "Pinto der Schäfer" alias Carsten Hickstein, luit, chalumeau en zang
- "Rabe" alias Miriam Petzold, viool, tintinnabula, zang
- "Don Martino" alias Martin Seifert, Spaanse luit en zang
- "Matty der Angelsachse" alias Mathew Rouse, viool, slaginstrumenten, zang
- "Romàta" alias Roland Kempen, luit, tintinnabula, zang

## Discografie
- 1998: Wein, Weib und Gesang
- 2000: Schnorrer, Penner, schräge Narren
- 2002: Gebet eines Spielmanns
- 2002: Malleus (In samenwerking met "A La Via" )
- 2004: Fürsten in Lumpen und Loden
- 2007: Fau
- 2009: Süßer die Streuner nie klingen
- 2011: Hurra, na endlich!
- 2014: Hör rein! Schenk ein!

Alle cd’s zijn verschenen bij Emmuty Records, een label dat gespecialiseerd is in middeleeuwse muziek.

## Wilde Gesellen
Wilde Gesellen is de fanclub van Die Streuner. Ze hebben zich vernoemd naar het lied "Wilde Gesellen" op het album Fürsten in Lumpen und Loden.